# 2e étape du Tour de France 2021
Pour un article plus général, voir Tour de France 2021.
La 2e étape du Tour de France 2021 se déroule le dimanche 27 juin 2021 entre Perros-Guirec et Mûr-de-Bretagne - Guerlédan, sur une distance de  183,5 kilomètres.

## Parcours
La deuxième étape de la 108e édition du Tour de France s'élance de Perros-Guirec pour une arrivée située au sommet de Mûr-de-Bretagne, commune nouvelle de Guerlédan depuis 2017.
Son parcours prend place exclusivement dans le département des Côtes-d'Armor. Les cent-vingt premiers kilomètres permettent d'apprécier la beauté sauvage et unique du littoral breton, à travers de nombreuses stations balnéaires reconnues de la Côte de Granit rose (Perros-Guirec, Ploumanac'h, Trégastel et Trébeurden) et de la Côte de Goëlo (Tréguier, Lézardrieux, Paimpol, Plouha, Saint-Quay-Portrieux, Binic ou encore Saint-Brieuc). Trois ascensions sont au programme le long de la côte : la côte de Sainte-Barbe ( 900 m à 6,6 %), sur les hauteurs de Paimpol, la côte de Pordic ( 2,1 km à 3,2 %) et la côte de Saint-Brieuc ( 1 km à 8 %). Le sprint intermédiaire est tracé à Plouha (km 85).
Depuis la préfecture du département des Côtes-d'Armor, Saint-Brieuc, le tracé rentre dans les terres pour rallier Guerlédan, en direction du fameux circuit à réaliser deux fois autour de Mûr-de-Bretagne, avec une ascension en prémices : la côte du village de Mûr-de-Bretagne ( 1,6 km à 4,1 %). S'ensuit le circuit qui emprunte le Mur de la commune en direction de Saint-Mayeux, avec le retour par Saint-Gilles-Vieux-Marché ; l'arrivée est située au deuxième passage au sommet du Mur, ascension de  deuxkilomètres à 6,9 %. La victoire d'étape est propice aux puncheurs.

## Déroulement de la course
Victime de fractures aux deux bras, consécutives à une chute la veille, l'Espagnol Marc Soler (Movistar) est non-partant.
Après plus de  dix kilomètres de course, une échappée de quatre coureurs se forme, avec : l'Allemand Jonas Koch (Intermarché-Wanty-Gobert Matériaux), l'Australien Simon Clarke (Qhubeka NextHash), le Belge Edward Theuns (Trek-Segafredo) et le Français Anthony Perez (Cofidis). Après de multiples relances à l'arrière dans le but de sauver son maillot, le peloton autorise le Néerlandais Ide Schelling (Bora-Hansgrohe) à rejoindre les coureurs devant, le Français Jérémy Cabot (TotalEnergies) l'accompagne. Au passage dans Lannion, le natif de la ville, Franck Bonnamour, a la chance de précéder le peloton pour saluer la foule.
La journée est marquée par un duel enragé entre le Français et le Néerlandais, le premier à la recherche du maillot à pois et le second dans le but de le garder. Au sommet de la côte de Sainte-Barbe (900 m à 6,6 %), Anthony Perez passe en tête devant Ide Schelling, avec trois minutes d'avance sur le peloton. Au sprint intermédiaire de Plouha, Edward Theuns passe en tête devant Jonas Koch ; derrière, c'est l'Australien Caleb Ewan (Lotto-Soudal) qui passe devant le Britannique Mark Cavendish (Deceuninck-Quick Step). Au sommet de la côte de Pordic ( 2,1 km à 3,2 %), c'est au tour d'Ide Schelling de devancer Anthony Perez, avec toujours près de deux minutes d'avance sur le peloton.
A l'entrée de Saint-Brieuc, Edward Theuns s'isole à l'avant à la suite de mauvaises ententes entre les différents membres de l'échappée, provoquées notamment par le duel pour le maillot à pois, qui nuit à l'avance de celle-ci sur le peloton. Le Belge passe seul au sommet de la côte de Saint-Brieuc ( 1 km à 8 %), suivi de près par Jérémy Cabot. Le nouveau duo franco-belge compte une minute et trente secondes d'avance sur le peloton, les autres poursuivants ayant été repris. À l'entrée de Guerlédan, Edward Theuns lâche Jérémy Cabot, absorbé par le peloton. Il passe en tête au sommet de la côte du village de Mûr-de-Bretagne ( 1,6 km à 4,1 %), où il est à son tour absorbé.
Au premier passage dans le Mur, Mathieu van der Poel (Alpecin-Fenix) attaque dès le pied ; il passe en tête au sommet et profite des premières bonifications mises à disposition par l'organisation. Derrière, Primož Roglič (Jumbo-Visma), Tadej Pogačar (UAE Emirates), Julian Alaphilippe (Deceuninck-Quick Step) et Richard Carapaz (INEOS Grenadiers) se dévoilent, mais les cinq coureurs arrêtent leur effort et retournent dans le groupe de favoris à l'arrière, histoire de préserver leurs forces avant la seconde ascension. Au pied du second passage dans le Mur, les coureurs de l'équipe britannique INEOS Grenadiers mènent le peloton sur un rythme infernal. Dans les pourcentages les plus difficiles, le Colombien Nairo Quintana (Arkéa-Samsic) lance les festivités, mais il est rapidement repris. Sous la flamme rouge, le champion d'Italie Sonny Colbrelli (Bahrain Victorious) tente sa chance, avant que Mathieu van der Poel réitère en plaçant une attaque foudroyante, que personne n'est en mesure de suivre. Il s'impose sur les hauteurs de Guerlédan avec six secondes d'avance sur Tadej Pogačar, Primož Roglič et Wilco Kelderman (Bora-Hansgrohe) et de huit secondes sur Julian Alaphilippe, qui perd son maillot jaune au profit du Néerlandais.
Mathieu van der Poel hérite du maillot jaune qu'il dédie à son grand-père maternel, Raymond Poulidor, qui n'a jamais eu la chance de le porter malgré sa longue carrière. Le Néerlandais remporte également le maillot à pois ; le maillot vert prend place sur les épaules de Julian Alaphilippe, tandis que Tadej Pogačar conserve son maillot blanc.

## Résultats

### Classement de l'étape
| Classement de la 2e étape | Classement de la 2e étape | Classement de la 2e étape | Classement de la 2e étape | Classement de la 2e étape |
|                           | Coureur                   | Pays                      | Équipe                    | Temps                     |
| ------------------------- | ------------------------- | ------------------------- | ------------------------- | ------------------------- |
| 1er                       | Mathieu van der Poel      | Pays-Bas                  | Alpecin-Fenix             | en 4 h 18 min 30 s        |
| 2e                        | Tadej Pogačar             | Slovénie                  | UAE Team Emirates         | + 6 s                     |
| 3e                        | Primož Roglič             | Slovénie                  | Jumbo-Visma               | + 6 s                     |
| 4e                        | Wilco Kelderman           | Pays-Bas                  | Bora-Hansgrohe            | + 6 s                     |
| 5e                        | Julian Alaphilippe        | France                    | Deceuninck-Quick Step     | + 8 s                     |
| 6e                        | Bauke Mollema             | Pays-Bas                  | Trek-Segafredo            | + 8 s                     |
| 7e                        | Jonas Vingegaard          | Danemark                  | Jumbo-Visma               | + 8 s                     |
| 8e                        | Sergio Higuita            | Colombie                  | EF Education-Nippo        | + 8 s                     |
| 9e                        | Pierre Latour             | France                    | TotalEnergies             | + 8 s                     |
| 10e                       | Jack Haig                 | Australie                 | Bahrain Victorious        | + 8 s                     |
| modifier                  |                           |                           |                           |                           |

### Points attribués
| Sprint intermédiaire Plouha (km 85) | Sprint intermédiaire Plouha (km 85) | Sprint intermédiaire Plouha (km 85) | Sprint intermédiaire Plouha (km 85) | Sprint intermédiaire Plouha (km 85) |
| ----------------------------------- | ----------------------------------- | ----------------------------------- | ----------------------------------- | ----------------------------------- |
|                                     | Coureur                             | Pays                                | Équipe                              | Point(s)                            |
| 1er                                 | Edward Theuns                       | Belgique                            | Trek-Segafredo                      | 20                                  |
| 2e                                  | Jonas Koch                          | Allemagne                           | Intermarché-Wanty-Gobert Matériaux  | 17                                  |
| 3e                                  | Jérémy Cabot                        | France                              | TotalEnergies                       | 15                                  |
| 4e                                  | Anthony Perez                       | France                              | Cofidis                             | 13                                  |
| 5e                                  | Ide Schelling                       | Pays-Bas                            | Bora-Hansgrohe                      | 11                                  |
| 6e                                  | Simon Clarke                        | Australie                           | Qhubeka NextHash                    | 10                                  |
| 7e                                  | Caleb Ewan                          | Australie                           | Lotto-Soudal                        | 9                                   |
| 8e                                  | Mark Cavendish                      | Royaume-Uni                         | Deceuninck-Quick Step               | 8                                   |
| 9e                                  | Jasper Philipsen                    | Belgique                            | Alpecin-Fenix                       | 7                                   |
| 10e                                 | Michael Mørkøv                      | Danemark                            | Deceuninck-Quick Step               | 6                                   |
| 11e                                 | Arnaud Démare                       | France                              | Groupama-FDJ                        | 5                                   |
| 12e                                 | Nacer Bouhanni                      | France                              | Arkéa-Samsic                        | 4                                   |
| 13e                                 | Peter Sagan                         | Slovaquie                           | Bora-Hansgrohe                      | 3                                   |
| 14e                                 | Michael Matthews                    | Australie                           | Team BikeExchange                   | 2                                   |
| 15e                                 | Bryan Coquard                       | France                              | B&B Hotels p/b KTM                  | 1                                   |
| modifier                            |                                     |                                     |                                     |                                     |

| Arrivée d'étape Mûr-de-Bretagne - Guerlédan - 2e passage sur la ligne d'arrivée (km 183,5) | Arrivée d'étape Mûr-de-Bretagne - Guerlédan - 2e passage sur la ligne d'arrivée (km 183,5) | Arrivée d'étape Mûr-de-Bretagne - Guerlédan - 2e passage sur la ligne d'arrivée (km 183,5) | Arrivée d'étape Mûr-de-Bretagne - Guerlédan - 2e passage sur la ligne d'arrivée (km 183,5) | Arrivée d'étape Mûr-de-Bretagne - Guerlédan - 2e passage sur la ligne d'arrivée (km 183,5) |
| ------------------------------------------------------------------------------------------ | ------------------------------------------------------------------------------------------ | ------------------------------------------------------------------------------------------ | ------------------------------------------------------------------------------------------ | ------------------------------------------------------------------------------------------ |
|                                                                                            | Coureur                                                                                    | Pays                                                                                       | Équipe                                                                                     | Point(s)                                                                                   |
| 1er                                                                                        | Mathieu van der Poel                                                                       | Pays-Bas                                                                                   | Alpecin-Fenix                                                                              | 50                                                                                         |
| 2e                                                                                         | Tadej Pogačar                                                                              | Slovénie                                                                                   | UAE Team Emirates                                                                          | 30                                                                                         |
| 3e                                                                                         | Primož Roglič                                                                              | Slovénie                                                                                   | Jumbo-Visma                                                                                | 20                                                                                         |
| 4e                                                                                         | Wilco Kelderman                                                                            | Pays-Bas                                                                                   | Bora-Hansgrohe                                                                             | 18                                                                                         |
| 5e                                                                                         | Julian Alaphilippe                                                                         | France                                                                                     | Deceuninck-Quick Step                                                                      | 16                                                                                         |
| 6e                                                                                         | Bauke Mollema                                                                              | Pays-Bas                                                                                   | Trek-Segafredo                                                                             | 14                                                                                         |
| 7e                                                                                         | Jonas Vingegaard                                                                           | Danemark                                                                                   | Jumbo-Visma                                                                                | 12                                                                                         |
| 8e                                                                                         | Sergio Higuita                                                                             | Colombie                                                                                   | EF Education-Nippo                                                                         | 10                                                                                         |
| 9e                                                                                         | Pierre Latour                                                                              | France                                                                                     | TotalEnergies                                                                              | 8                                                                                          |
| 10e                                                                                        | Jack Haig                                                                                  | Australie                                                                                  | Bahrain Victorious                                                                         | 7                                                                                          |
| 11e                                                                                        | Michael Woods                                                                              | Canada                                                                                     | Israel Start-Up Nation                                                                     | 6                                                                                          |
| 12e                                                                                        | Richard Carapaz                                                                            | Équateur                                                                                   | Ineos Grenadiers                                                                           | 5                                                                                          |
| 13e                                                                                        | Enric Mas                                                                                  | Espagne                                                                                    | Movistar                                                                                   | 4                                                                                          |
| 14e                                                                                        | David Gaudu                                                                                | France                                                                                     | Groupama-FDJ                                                                               | 3                                                                                          |
| 15e                                                                                        | Nairo Quintana                                                                             | Colombie                                                                                   | Arkéa-Samsic                                                                               | 2                                                                                          |
| modifier                                                                                   |                                                                                            |                                                                                            |                                                                                            |                                                                                            |

### Bonifications en temps
|   | Coureur              | Pays     | Équipe            | Secondes |
| - | -------------------- | -------- | ----------------- | -------- |
| 1 | Mathieu van der Poel | Pays-Bas | Alpecin-Fenix     | 8 s      |
| 2 | Tadej Pogačar        | Slovénie | UAE Team Emirates | 5 s      |
| 3 | Primož Roglič        | Slovénie | Jumbo-Visma       | 2 s      |

|   | Coureur              | Pays     | Équipe            | Secondes |
| - | -------------------- | -------- | ----------------- | -------- |
| 1 | Mathieu van der Poel | Pays-Bas | Alpecin-Fenix     | 10 s     |
| 2 | Tadej Pogačar        | Slovénie | UAE Team Emirates | 6 s      |
| 3 | Primož Roglič        | Slovénie | Jumbo-Visma       | 4 s      |

### Cols et côtes
| Côte de Sainte-Barbe (km 72,8) 4e catégorie (0,9 km à 6,6 %) | Côte de Sainte-Barbe (km 72,8) 4e catégorie (0,9 km à 6,6 %) | Côte de Sainte-Barbe (km 72,8) 4e catégorie (0,9 km à 6,6 %) | Côte de Sainte-Barbe (km 72,8) 4e catégorie (0,9 km à 6,6 %) | Côte de Sainte-Barbe (km 72,8) 4e catégorie (0,9 km à 6,6 %) |
| ------------------------------------------------------------ | ------------------------------------------------------------ | ------------------------------------------------------------ | ------------------------------------------------------------ | ------------------------------------------------------------ |
|                                                              | Coureur                                                      | Pays                                                         | Équipe                                                       | Point(s)                                                     |
| 1er                                                          | Anthony Perez                                                | France                                                       | Cofidis                                                      | 1                                                            |
| modifier                                                     |                                                              |                                                              |                                                              |                                                              |

| Côte de Pordic (km 103,2) 4e catégorie (2,1 km à 3,2 %) | Côte de Pordic (km 103,2) 4e catégorie (2,1 km à 3,2 %) | Côte de Pordic (km 103,2) 4e catégorie (2,1 km à 3,2 %) | Côte de Pordic (km 103,2) 4e catégorie (2,1 km à 3,2 %) | Côte de Pordic (km 103,2) 4e catégorie (2,1 km à 3,2 %) |
| ------------------------------------------------------- | ------------------------------------------------------- | ------------------------------------------------------- | ------------------------------------------------------- | ------------------------------------------------------- |
|                                                         | Coureur                                                 | Pays                                                    | Équipe                                                  | Point(s)                                                |
| 1er                                                     | Ide Schelling                                           | Pays-Bas                                                | Bora-Hansgrohe                                          | 1                                                       |
| modifier                                                |                                                         |                                                         |                                                         |                                                         |

| Côte de Saint-Brieuc (km 115,2) 4e catégorie (1,0 km à 8,0 %) | Côte de Saint-Brieuc (km 115,2) 4e catégorie (1,0 km à 8,0 %) | Côte de Saint-Brieuc (km 115,2) 4e catégorie (1,0 km à 8,0 %) | Côte de Saint-Brieuc (km 115,2) 4e catégorie (1,0 km à 8,0 %) | Côte de Saint-Brieuc (km 115,2) 4e catégorie (1,0 km à 8,0 %) |
| ------------------------------------------------------------- | ------------------------------------------------------------- | ------------------------------------------------------------- | ------------------------------------------------------------- | ------------------------------------------------------------- |
|                                                               | Coureur                                                       | Pays                                                          | Équipe                                                        | Point(s)                                                      |
| 1er                                                           | Edward Theuns                                                 | Belgique                                                      | Trek-Segafredo                                                | 1                                                             |
| modifier                                                      |                                                               |                                                               |                                                               |                                                               |

| Côte du village de Mûr-de-Bretagne (km 165,2) 4e catégorie (1,6 km à 4,1 %) | Côte du village de Mûr-de-Bretagne (km 165,2) 4e catégorie (1,6 km à 4,1 %) | Côte du village de Mûr-de-Bretagne (km 165,2) 4e catégorie (1,6 km à 4,1 %) | Côte du village de Mûr-de-Bretagne (km 165,2) 4e catégorie (1,6 km à 4,1 %) | Côte du village de Mûr-de-Bretagne (km 165,2) 4e catégorie (1,6 km à 4,1 %) |
| --------------------------------------------------------------------------- | --------------------------------------------------------------------------- | --------------------------------------------------------------------------- | --------------------------------------------------------------------------- | --------------------------------------------------------------------------- |
|                                                                             | Coureur                                                                     | Pays                                                                        | Équipe                                                                      | Point(s)                                                                    |
| 1er                                                                         | Edward Theuns                                                               | Belgique                                                                    | Trek-Segafredo                                                              | 1                                                                           |
| modifier                                                                    |                                                                             |                                                                             |                                                                             |                                                                             |

| Mûr-de-Bretagne - Guerlédan - 1er passage sur la ligne d'arrivée (km 168,2) 3e catégorie (2,0 km à 6,9 %) | Mûr-de-Bretagne - Guerlédan - 1er passage sur la ligne d'arrivée (km 168,2) 3e catégorie (2,0 km à 6,9 %) | Mûr-de-Bretagne - Guerlédan - 1er passage sur la ligne d'arrivée (km 168,2) 3e catégorie (2,0 km à 6,9 %) | Mûr-de-Bretagne - Guerlédan - 1er passage sur la ligne d'arrivée (km 168,2) 3e catégorie (2,0 km à 6,9 %) | Mûr-de-Bretagne - Guerlédan - 1er passage sur la ligne d'arrivée (km 168,2) 3e catégorie (2,0 km à 6,9 %) |
| --- | --- | --- | --- | --- |
| | Coureur                                                                                                   | Pays | Équipe | Point(s)                                                                                                  |
| 1er | Mathieu van der Poel                                                                                      | Pays-Bas                                                                                                  | Alpecin-Fenix                                                                                             | 2 |
| 2e | Tadej Pogačar                                                                                             | Slovénie                                                                                                  | UAE Team Emirates                                                                                         | 1 |
| modifier                                                                                                  | | | | |

| Mûr-de-Bretagne - Guerlédan - 2e passage sur la ligne d'arrivée (km 183,5) 3e catégorie (2,0 km à 6,9 %) | Mûr-de-Bretagne - Guerlédan - 2e passage sur la ligne d'arrivée (km 183,5) 3e catégorie (2,0 km à 6,9 %) | Mûr-de-Bretagne - Guerlédan - 2e passage sur la ligne d'arrivée (km 183,5) 3e catégorie (2,0 km à 6,9 %) | Mûr-de-Bretagne - Guerlédan - 2e passage sur la ligne d'arrivée (km 183,5) 3e catégorie (2,0 km à 6,9 %) | Mûr-de-Bretagne - Guerlédan - 2e passage sur la ligne d'arrivée (km 183,5) 3e catégorie (2,0 km à 6,9 %) |
| --- | --- | --- | --- | --- |
| | Coureur                                                                                                  | Pays | Équipe                                                                                                   | Point(s)                                                                                                 |
| 1er | Mathieu van der Poel                                                                                     | Pays-Bas                                                                                                 | Alpecin-Fenix                                                                                            | 2 |
| 2e | Tadej Pogačar                                                                                            | Slovénie                                                                                                 | UAE Team Emirates                                                                                        | 1 |
| modifier                                                                                                 | | | | |

### Prix de la combativité
- Edward Theuns (Trek-Segafredo)

## Classements à l'issue de l'étape

### Classement général
| Classement général | Classement général   | Classement général | Classement général    | Classement général |
|                    | Coureur              | Pays               | Équipe                | Temps              |
| ------------------ | -------------------- | ------------------ | --------------------- | ------------------ |
| 1er                | Mathieu van der Poel | Pays-Bas           | Alpecin-Fenix         | en 8 h 57 min 25 s |
| 2e                 | Julian Alaphilippe   | France             | Deceuninck-Quick Step | + 8 s              |
| 3e                 | Tadej Pogačar        | Slovénie           | UAE Team Emirates     | + 13 s             |
| 4e                 | Primož Roglič        | Slovénie           | Jumbo-Visma           | + 14 s             |
| 5e                 | Wilco Kelderman      | Pays-Bas           | Bora-Hansgrohe        | + 24 s             |
| 6e                 | Jack Haig            | Australie          | Bahrain Victorious    | + 26 s             |
| 7e                 | Bauke Mollema        | Pays-Bas           | Trek-Segafredo        | + 26 s             |
| 8e                 | Sergio Higuita       | Colombie           | EF Education-Nippo    | + 26 s             |
| 9e                 | Jonas Vingegaard     | Danemark           | Jumbo-Visma           | + 26 s             |
| 10e                | David Gaudu          | France             | Groupama-FDJ          | + 26 s             |
| modifier           |                      |                    |                       |                    |

| Classement par points | Classement par points | Classement par points | Classement par points | Classement par points |
| --------------------- | --------------------- | --------------------- | --------------------- | --------------------- |
|                       | Coureur               | Pays                  | Équipe                | Point(s)              |
| 1er                   | Julian Alaphilippe    | France                | Deceuninck-Quick Step | 66 points             |
| 2e                    | Mathieu van der Poel  | Pays-Bas              | Alpecin-Fenix         | 50 pts                |
| 3e                    | Michael Matthews      | Australie             | Team BikeExchange     | 45 pts                |
| 4e                    | Tadej Pogačar         | Slovénie              | UAE Team Emirates     | 44 pts                |
| 5e                    | Primož Roglič         | Slovénie              | Jumbo-Visma           | 40 pts                |
| 6e                    | Wilco Kelderman       | Pays-Bas              | Bora-Hansgrohe        | 34 pts                |
| 7e                    | Ide Schelling         | Pays-Bas              | Bora-Hansgrohe        | 31 pts                |
| 8e                    | Caleb Ewan            | Australie             | Lotto-Soudal          | 26 pts                |
| 9e                    | Jack Haig             | Australie             | Bahrain Victorious    | 25 pts                |
| 10e                   | Bauke Mollema         | Pays-Bas              | Trek-Segafredo        | 22 pts                |
| modifier              |                       |                       |                       |                       |

| Classement du meilleur grimpeur | Classement du meilleur grimpeur | Classement du meilleur grimpeur | Classement du meilleur grimpeur    | Classement du meilleur grimpeur |
| ------------------------------- | ------------------------------- | ------------------------------- | ---------------------------------- | ------------------------------- |
|                                 | Coureur                         | Pays                            | Équipe                             | Point(s)                        |
| 1er                             | Mathieu van der Poel            | Pays-Bas                        | Alpecin-Fenix                      | 4 points                        |
| 2e                              | Ide Schelling                   | Pays-Bas                        | Bora-Hansgrohe                     | 4 pts                           |
| 3e                              | Anthony Perez                   | France                          | Cofidis                            | 3 pts                           |
| 4e                              | Julian Alaphilippe              | France                          | Deceuninck-Quick Step              | 2 pts                           |
| 5e                              | Edward Theuns                   | Belgique                        | Trek-Segafredo                     | 2 pts                           |
| 6e                              | Tadej Pogačar                   | Slovénie                        | UAE Team Emirates                  | 2 pts                           |
| 7e                              | Victor Campenaerts              | Belgique                        | Qhubeka NextHash                   | 1 pt                            |
| 8e                              | Danny van Poppel                | Pays-Bas                        | Intermarché-Wanty-Gobert Matériaux | 1 pt                            |
| 9e                              | Michael Matthews                | Australie                       | Team BikeExchange                  | 1 pt                            |
| modifier                        |                                 |                                 |                                    |                                 |

| Classement général du meilleur jeune | Classement général du meilleur jeune | Classement général du meilleur jeune | Classement général du meilleur jeune | Classement général du meilleur jeune |
|                                      | Coureur                              | Pays                                 | Équipe                               | Temps                                |
| ------------------------------------ | ------------------------------------ | ------------------------------------ | ------------------------------------ | ------------------------------------ |
| 1er                                  | Tadej Pogačar                        | Slovénie                             | UAE Team Emirates                    | en 8 h 57 min 38 s                   |
| 2e                                   | Sergio Higuita                       | Colombie                             | EF Education-Nippo                   | + 13 s                               |
| 3e                                   | Jonas Vingegaard                     | Danemark                             | Jumbo-Visma                          | + 13 s                               |
| 4e                                   | David Gaudu                          | France                               | Groupama-FDJ                         | + 13 s                               |
| 5e                                   | Lucas Hamilton                       | Australie                            | Team BikeExchange                    | + 1 min 3 s                          |
| 6e                                   | Aurélien Paret-Peintre               | France                               | AG2R Citroën                         | + 2 min 36 s                         |
| 7e                                   | Stefan de Bod                        | Afrique du Sud                       | Astana-Premier Tech                  | + 3 min 24 s                         |
| 8e                                   | Neilson Powless                      | États-Unis                           | EF Education-Nippo                   | + 3 min 52 s                         |
| 9e                                   | Mark Donovan                         | Royaume-Uni                          | Team DSM                             | + 5 min 34 s                         |
| 10e                                  | Joris Nieuwenhuis                    | Pays-Bas                             | Team DSM                             | + 6 min 35 s                         |
| modifier                             |                                      |                                      |                                      |                                      |

| Classement par équipes | Classement par équipes | Classement par équipes | Classement par équipes |
|                        | Équipe                 | Pays                   | Temps                  |
| ---------------------- | ---------------------- | ---------------------- | ---------------------- |
| 1re                    | Jumbo-Visma            | Pays-Bas               | en 26 h 53 min 36 s    |
| 2e                     | Astana-Premier Tech    | Kazakhstan             | + 32 s                 |
| 3e                     | Bahrain Victorious     | Bahreïn                | + 43 s                 |
| 4e                     | Trek-Segafredo         | États-Unis             | + 1 min 46 s           |
| 5e                     | EF Education-Nippo     | Australie              | + 1 min 53 s           |
| 6e                     | Team BikeExchange      | Australie              | + 2 min 23 s           |
| 7e                     | Ineos Grenadiers       | Royaume-Uni            | + 2 min 59 s           |
| 8e                     | Movistar               | Espagne                | + 3 min 34 s           |
| 9e                     | Deceuninck-Quick Step  | Belgique               | + 4 min 39 s           |
| 10e                    | Bora-Hansgrohe         | Allemagne              | + 7 min 15 s           |
| modifier               |                        |                        |                        |

## Abandons
- Marc Soler (Movistar) : non-partant[3],[4]